# Jerzy Gapys
Jerzy Mieczysław Gapys (ur. 1970 w Opocznie) – polski historyk, doktor habilitowany nauk humanistycznych.
W 1995 roku ukończył studia z zakresu historii w Wyższej Szkole Pedagogicznej w Kielcach. Jego praca magisterska dotyczyła międzywojennego ziemiaństwa w województwie kieleckim. Rozprawę doktorską pt. Ziemiaństwo w dystrykcie radomskim 1939–1945. Postawy społeczne i polityczne, której promotorem był Mieczysław Bolesław Markowski, obronił w 2001 roku na Wydziale Humanistycznym Akademii Świętokrzyskiej. Stopień naukowy doktora habilitowanego uzyskał w 2013 roku na Uniwersytecie Jana Kochanowskiego w oparciu o pracę Działalność charytatywna duchowieństwa diecezjalnego w Generalnym Gubernatorstwie (1939–1945). Zawodowo związany jest z Instytutem Historii kieleckiej uczelni od 1996 roku – początkowo jako asystent, od 2002 jako adiunkt, a od 2014 jako profesor uczelni. Od 2020 do 2024 roku pełnił funkcję dyrektora Instytutu Historii UJK. Specjalizuje się w historii najnowszej i historii społeczno-gospodarczej Polski. Zajmuje się m.in. społeczeństwem polskim w okresie międzywojennym i w latach okupacji niemieckiej.

## Wybrane publikacje
Monografie:
- Postawy społeczno-polityczne ziemiaństwa w latach 1939–1945. Na przykładzie dystryktu radomskiego, Kielce 2003
- Polskie rzymskokatolickie duchowieństwo diecezjalne w Radzie Głównej Opiekuńczej 1939–1945, Kielce 2010
- Działalność charytatywna duchowieństwa diecezjalnego w Generalnym Gubernatorstwie (1939–1945), Kielce 2012

Pod redakcją:
- Duchowieństwo polskie w latach niepodległości 1918-1939 i w okresie II wojny światowej, pod red. J. Gapysa i M. B. Markowskiego, Kielce 2006
- Szlachta i ziemianie między Wisłą a Pilicą w XVI-XX wieku. Studia z dziejów społeczno-gospodarczych, pod red. J. Gapysa, M. Nowaka i J. Pielasa, Kielce 2008
- Z życia codziennego szlachty i ziemiaństwa między Wisłą a Pilicą w XVI-XX wieku. Studia, pod red. J. Gapysa, M. Nowaka i J. Pielasa, Kielce 2010